# Josef Franz Karl Huber
Josef Franz Karl Huber (* 1. Januar 1925 in Salzburg; † 15. August 2000) war ein österreichischer Chemiker. Er gehört zu den Entwicklern der Hochleistungsflüssigkeitschromatographie (HPLC).
Huber diente im Zweiten Weltkrieg als Soldat, wurde mehrfach verwundet und geriet in Kriegsgefangenschaft. Er studierte ab 1950 Chemie an der Universität Innsbruck, an der er 1960 promoviert wurde und ab 1958 Assistent von Erika Cremer war. Schon damals befasste er sich mit Chromatographie. Ab 1960 forschte er auf Einladung von A. I. M. Keulemans an der TU Eindhoven, wo er 1963 seine Forschung zur Flüssigkeitschromatographie begann, wobei er Kontakte zu den zeitweilig dort wirkenden Experten für Chromatographie Marcel J. E. Golay und Archer J. P. Martin hatte, und ab 1965 an der Universität Amsterdam, an der er 1969 Assistenzprofessor und 1972 Professor wurde. 1973 war er Gastprofessor an der Northeastern University in Boston und ab 1974 Professor für analytische Chemie an der Universität Wien und Direktor des Instituts für Analytische Chemie.
1963 begann er die analytische Technik der Flüssigkeitschromatographie durch Übergang zu immer kleineren Partikelgrößen in den Säulen zu verbessern, ausgehend davon, dass Effizienz und Durchsatzgeschwindigkeit um mindestens eine Größenordnung steigerbar waren. Das konnte theoretisch und experimentell untermauert werden und Huber entwickelte bald darauf effiziente Packungsmethoden der Feinstpartikel (in der Größenordnung von 10 Mikrometer Durchmesser und darunter) in den Säulen, die er 1969 vorstellte. Außerdem entwickelte er Methoden, um mehrere Säulen gleichzeitig zu verwenden. Seine Forschungsgruppe in Amsterdam und später in Wien war ein Zentrum der Forschung zu HPLC.
In Wien setzte er sich früh für einen wissenschaftlichen Ost-West-Austausch ein. Mit Joseph Jack Kirkland und John H. Knox gründete er die HPLC Konferenzen. Er war Ehrendoktor in Uppsala, Lublin und Veszprém. 1988 erhielt er den A. J. P. Martin Award und das Ehrenkreuz für Wissenschaft und Kunst der Österreichischen Republik.
1960 heiratete er Josepha Lüning aus Emden, mit der er einen Sohn hatte, der Onkologe in Wien wurde.